# Râul Brebina, Bulba
Râul Brebina este un curs de apă, afluent al râului Motru .